# Napeogenes omissa
Napeogenes omissa är en fjärilsart som beskrevs av Embrik Strand 1916. Napeogenes omissa ingår i släktet Napeogenes och familjen praktfjärilar. Inga underarter finns listade i Catalogue of Life.